# Ossaert
Een ossaert is een spottende watergeest en komt voor in volksverhalen uit de Lage Landen. De ossaert is vooral bekend in Zeeland.
De ossaert is meestal onzichtbaar als hij op de rug van het slachtoffer springt, waardoor deze niet meer kan bewegen. Soms wordt alleen de stem van het wezen gehoord, in andere gevallen wordt de ossaert beschreven als zwart monster met enorme klauwen en rode ogen (zie ook hellehond). Ook wordt de ossaert beschreven als blauw licht (zie ook het sprookje Het blauwe licht).
De ossaert heeft veel overeenkomsten met andere plaaggeesten. De ossaert wordt wel in verband gebracht met weerwolven en nachtmerries of nachtmaren.